# 旭村 (岐阜県)
旭村（あさひむら）はかつて岐阜県郡上郡に存在した村である。
現在の郡上市八幡町旭に該当する。

## 歴史
- 1875年（明治8年） - 田尻村と川佐村が合併し、旭村となる。
- 1889年（明治22年）7月1日 - 町村制により、旭村が発足。
- 1897年（明治30年）4月1日 - 有穂村、初納村、小野村、市島村と合併し口明方村発足。同日旭村は廃止される。